# Сюйс, Тилеман Франциск
Тилеман Франциск Сюйс (нидерл. Tieleman Franciscus Suys), также Тильман-Франсуа Сюи (фр. Tilman-François Suys) — бельгийский архитектор, работавший в Нидерландах и Брюсселе.
Тилеман Сюйс обучался архитектуре в Париже под началом Шарля Персье, в 1812 году получил Римскую премию, дающую право на учебную поездку в Италию. Во время пребывания в Риме Сюйс использовал привилегию протеже первого нидерландского короля Виллема I. В 1817 году он поселился в Амстердаме и начал работу при королевском дворе Нидерландов. В то время его индивидуальный стиль тяготел к стилю ампир, созданному архитекторами Персье и Пьером Фонтеном в годы империи Наполеона Бонапарта.

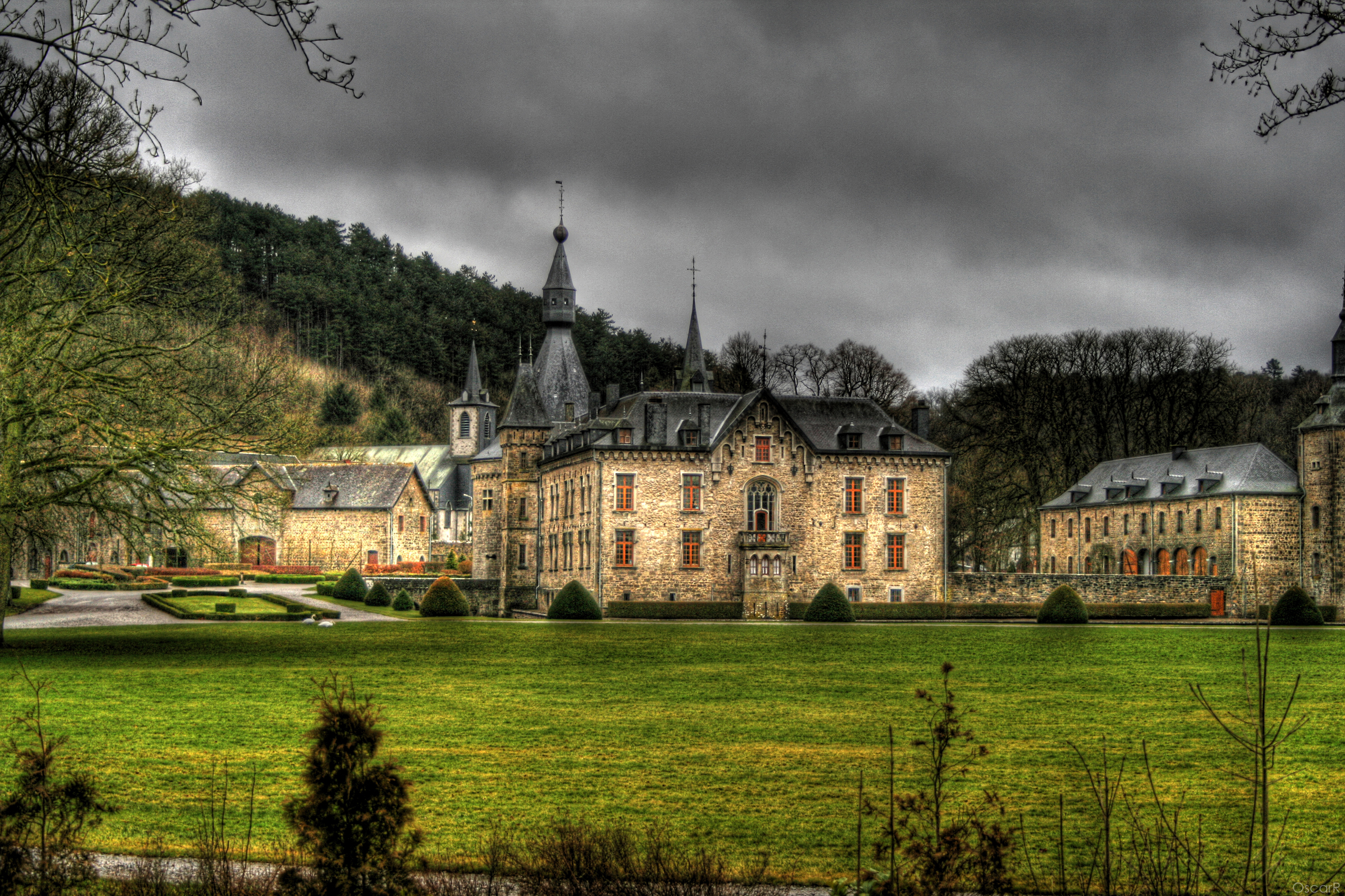
Замок в Кувене (провинция Намюр)

С 1825 года архитектору были поручены несколько проектов в Брюсселе, большую часть которых он реализовал в неоклассическом стиле. К его важнейшим работам брюссельского периода относятся Королевский дворец, Ворота Халле, Королевская площадь. После Бельгийской революции 1830 года Сюйс остался в столице нового независимого Бельгийского государства и посвятил себя восстановлению исторических памятников. Многие его произведения, прежде всего, неоготического стиля, были далеки от их исторических прототипов и в позднейшее время подвергались критике.
С 1835 по 1861 год Сюйс преподавал в Королевской Академии изящных искусств в Брюсселе и выпустил таких представителей нового поколения бельгийских архитекторов, как Жозеф Пуларт и Альфонс Балат.
Его сын и ученик, Леон Сюи (1823—1887), также сыграл определённую роль в развитии архитектуры Бельгии в XIX веке.